# Alpine A610
La Alpine A610 è un'autovettura sportiva gran turismo prodotta dal 1991 al 1995 dalla casa automobilistica francese Alpine (o Alpine-Renault); l'auto fu commercializzata nel Regno Unito come Renault A610.

## Storia
La A610 fu presentata al Salone dell'automobile di Ginevra del 1991 come sostituta della precedente GTA V6 per rivaleggiare con la Porsche.
All'epoca dell'introduzione del modello, la Alpine era già da diverso tempo sotto il controllo della Renault, a tal punto che spesso si attribuisce la paternità di questo modello alla casa di Billancourt (la Renault) invece che a quella di Dieppe (la Alpine).
In realtà, la A610 è unanimemente considerata l'ultima Alpine. Dopo la sua uscita di produzione, infatti, non furono più introdotte vetture con questo marchio, anche se la Alpine continuò a lavorare sotto la Renault, occupandosi della messa a punto dei modelli sportivi.
La A610 era una decisa rivisitazione stilistica della GTA: la novità più evidente stava nel frontale, che sfoggiava dei nuovi fari anteriori a scomparsa, novità che riprendeva il frontale della GTA commercializzata negli USA. Ma anche nel resto della vettura furono apportate modifiche estetiche, come per esempio i nuovi cerchi da 16 pollici. Anche internamente, la vettura era meglio rifinita rispetto alla GTA. Tutto ciò per dare un design più moderno alla coupé francese e per rimanere al passo con le concorrenti, la più diretta delle quali era la Porsche 968.
La A610 montava l'ultima versione del PRV, un 6 cilindri a V di 90°, da 2.975 cm³ di cilindrata, sovralimentato da un turbocompressore (corredato di intercooler) ed in grado di erogare una potenza massima di 250 CV (180 kW) a 5.750 giri/min, spingendo la vettura ad una velocità massima di 265 km/h. Anche i livelli di coppia erano buoni: la A610 disponeva di un picco massimo di 334,8 N·m a 2.900 giri/min. Per quanto riguardava la distribuzione, la A610 si avvaleva di due assi a camme in testa, con due valvole per cilindro. La trazione era posteriore, mentre il cambio era a 5 marce. L'impianto frenante prevedeva invece freni a disco sulle quattro ruote più l'ABS. La ripartizione dei pesi era 43% all'anteriore e 57% al posteriore.
Secondo il pilota automobilistico Henri Pescarolo, dopo un test dell'A610 per la rivista Action Automobile (aprile 1991), la vettura era «entusiasmante» e, messa a confronto con la Nissan 300ZX e la Porsche 911 Carrera 2, «dei tre modelli, è sicuramente la Alpine quella che rappresenta maggiormente la gran turismo sportiva così come la si immagina».

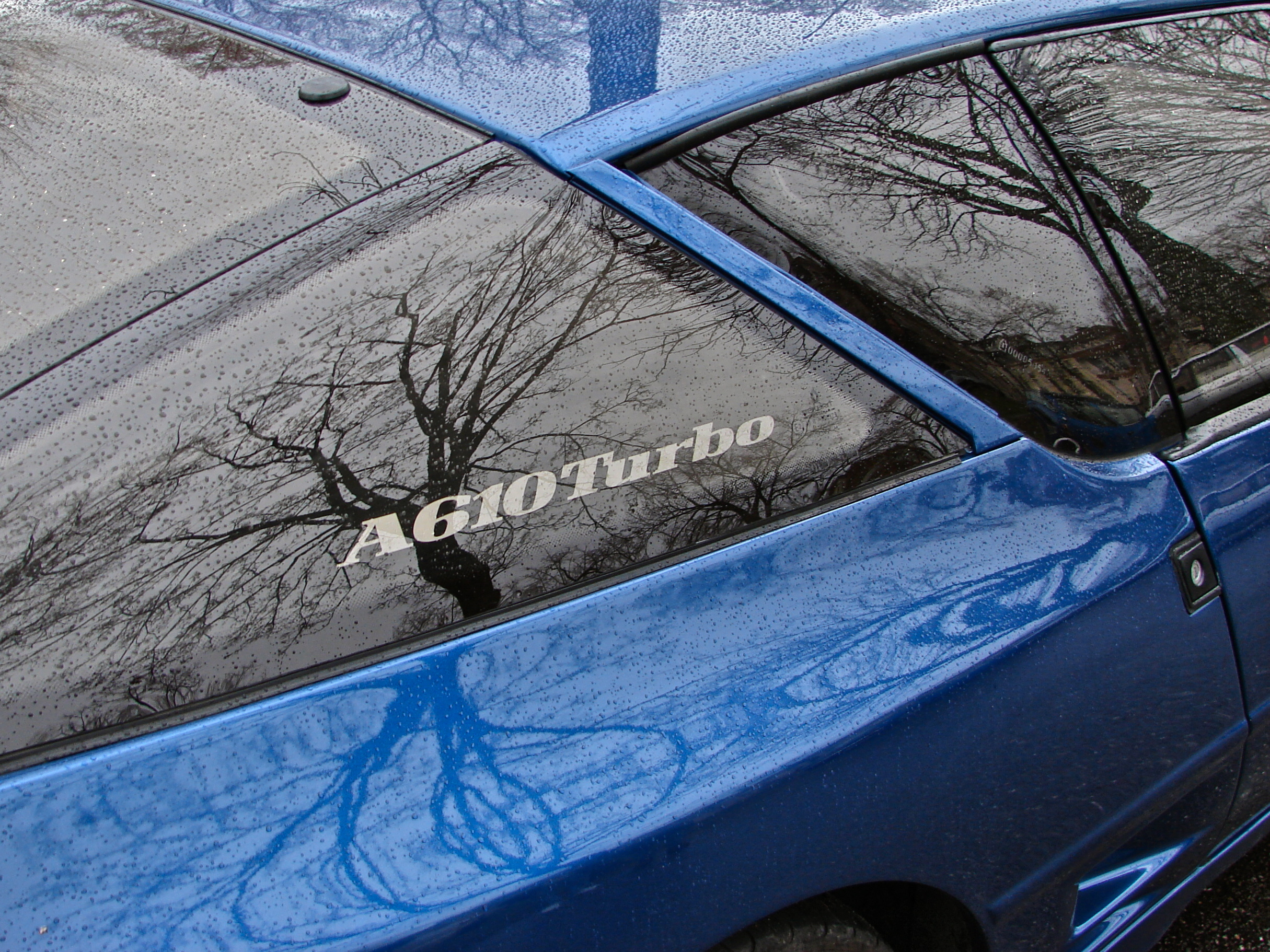
Dettaglio di una Renault Alpine A610 Turbo

Della A610 fu realizzata una sola versione di serie: la Turbo, dotata di ABS, climatizzatore, servosterzo, retrovisori esterni elettrici, cerchi in lega, chiusura centralizzata e vetri elettrici, autoradio Pioneer con comandi al volante, allarme e computer di bordo; in seguito furono realizzate una versione speciale Albertville 92, una versione limitata Magny-Cours, una versione prototipo Evolution e una versione da competizione Le Mans.

Nel novembre 1991, in occasione delle olimpiadi invernali di Albertville del 1992 furono presentati due modelli speciali denominati Albertville 92 (della serie «Olympique») nella colorazione Blanc Gardenia per il trasporto di personalità, con interni in pelle chiara e cerchi colorati; i due esemplari, dopo i giochi, sono stati in seguito venduti.

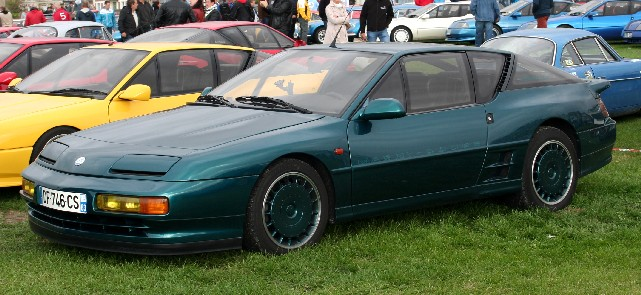
Alpine A610 Magny-Cours

Nel giugno 1992, a seguito della vittoria al Gran Premio di Francia 1991 sul circuito di Magny-Cours, fu presentata la versione limitata Magny-Cours, dotata in più anche di autoradio con lettore CD, di interni in pelle nera e di cerchi colorati e prodotta in soli 31 esemplari nella colorazione Vert nacré.
Tra gli aggiornamenti, nel marzo del 1993, la A610 ricevette nuovi cerchi in lega, di diverso disegno (a 5 razze, cerchi che qualche anno dopo sarebbero stati montati sulla Renault Spider) e un nuovo motore di più piccolo di 12 cm³ (da 2.963 cm³) per soddisfare le nome di immatricolazione straniere.
Nonostante le migliorie, la A610 non solo non riuscì a risollevare le sorti della Alpine, dopo i due insuccessi della A310 e della GTA, ma ebbe risultati anche peggiori, anche a causa di un prezzo troppo alto (da 395.000 FF nel 1991 a 435.000 FF nel 1995).
La vettura uscì produzione nel 1995, dopo essere stata prodotta solamente in 818 esemplari, di cui solo 31 in versione Magny-Cours e 2 in versione speciale Albertville 92; 68 vetture erano con guida a destra. Furono realizzate anche 2 vetture in versione Evolution con motore da 280 CV (210 kW), mai commercializzate.
La A610 «Le Mans» Legeay fu impiegata in competizione dal team di Patrick Legeay e partecipò alla 24 Ore di Le Mans del 1994, si classificò 5ª nella sua categoria GT2 e 13ª nella classifica generale.

## Produzione
| Modello | A610 | A610 Albertville 92 | A610 Magny-Cours | Totale |
| ------- | ---- | ------------------- | ---------------- | ------ |
| 1990    | 2    |                     |                  | 2      |
| 1991    | 484  | 2                   |                  | 486    |
| 1992    | 219  |                     | 31               | 250    |
| 1993    | 36   |                     |                  | 36     |
| 1994    | 30   |                     |                  | 30     |
| 1995    | 14   |                     |                  | 14     |
| Totale  | 785  | 2                   | 31               | 818    |